# 浅草病院
浅草病院（あさくさびょういん）は、医療法人社団哺育会が東京都台東区今戸に設置する病院。
救急告示病院（二次救急）に指定されている。

## 診療科
（この節の出典）
- 内科
- 循環器内科
- 消化器内科
- 呼吸器内科
- 脳神経内科
- 内分泌内科
- 糖尿病内科
- 内視鏡内科
- 肝臓内科
- 整形外科
- 脳神経外科
- 眼科
- 泌尿器科
- 耳鼻咽喉科
- 皮膚科
- 婦人科
- 麻酔科
- リハビリテーション科
- 救急科
- 乳腺外科

## 医療機関の指定・認定
（下表の出典）
| 保険医療機関           | 原子爆弾被害者一般疾病医療取扱医療機関 |
| 労災保険指定医療機関   | 公害医療機関                           |
| 生活保護法指定医療機関 | DPC対象病院                            |
| 結核指定医療機関       |                                        |

- 救急告示病院（二次救急）
- 公益財団法人日本医療機能評価機構認定病院[3]
- このほか、各種法令による指定・認定病院であるとともに、各学会の認定施設でもある。

## 交通アクセス
- 都営バス「東武浅草駅前」停留所から『南千住車庫前行き』乗車、「今戸2丁目」停留所より徒歩約4分[4]
- 台東区循環バスめぐりん「北めぐりん」乗車、「今戸2丁目」停留所より徒歩約4分[4]
- JR常磐線・東京メトロ日比谷線「南千住駅」より徒歩約25分[4]